# Tetragnatha perreirai
Tetragnatha perreirai là một loài nhện trong họ Tetragnathidae.
Loài này thuộc chi Tetragnatha. Tetragnatha perreirai được miêu tả năm 1992 bởi Gillespie.